# Schwarzwaldhochstraße

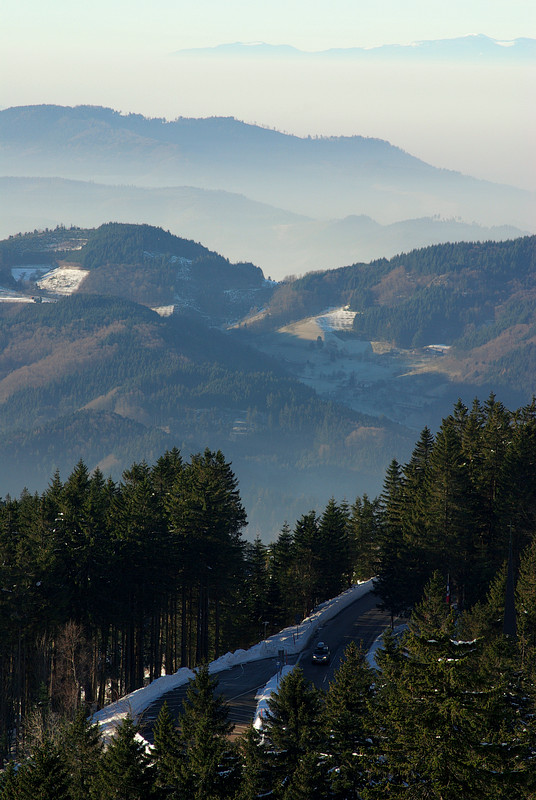
Die Schwarzwaldhochstraße am Mummelsee. Am Horizont die Vogesen, davor im Nebel das Rheintal.

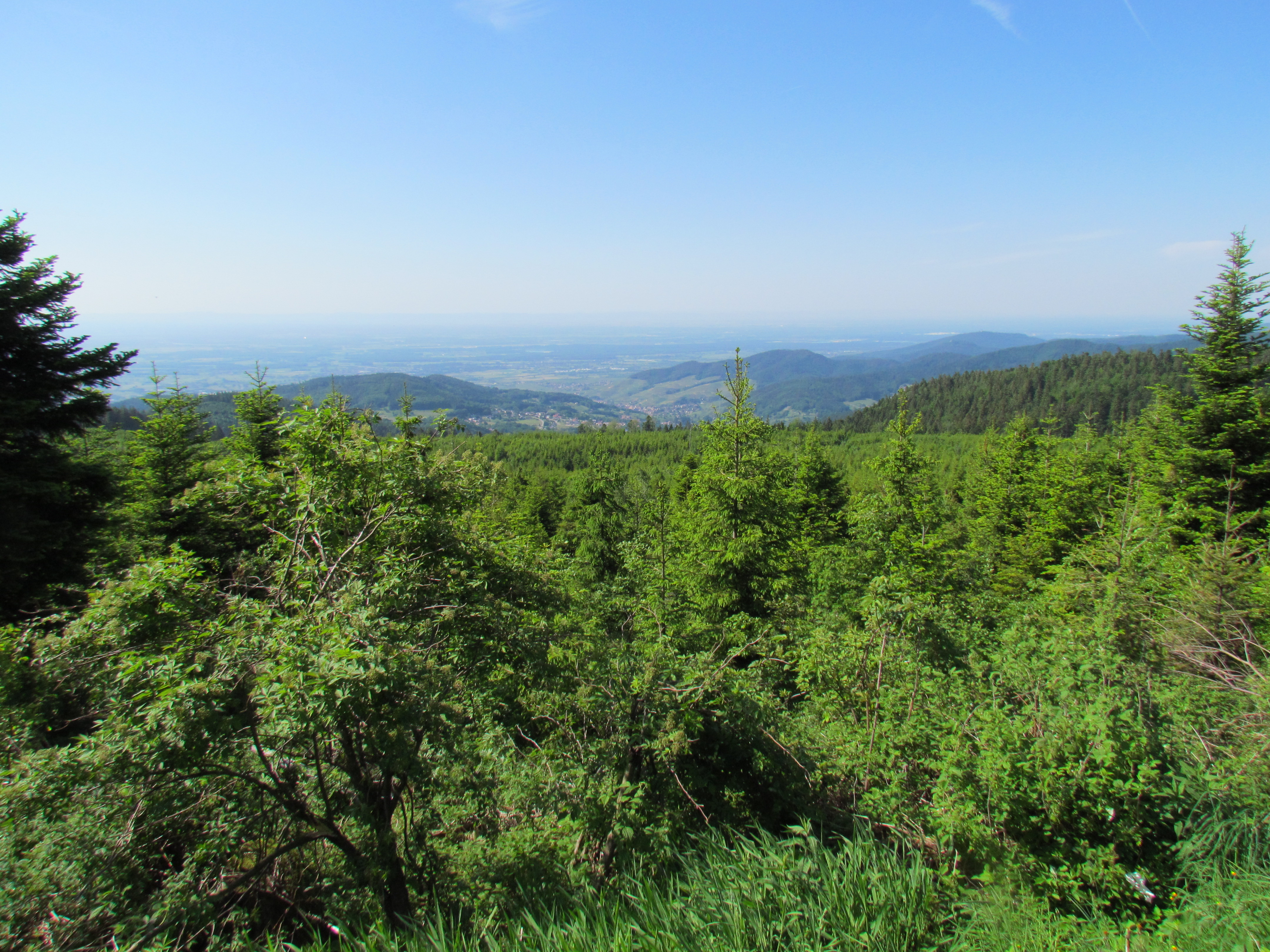
Blick von der Schwarzwaldhochstraße in die Rheinebene

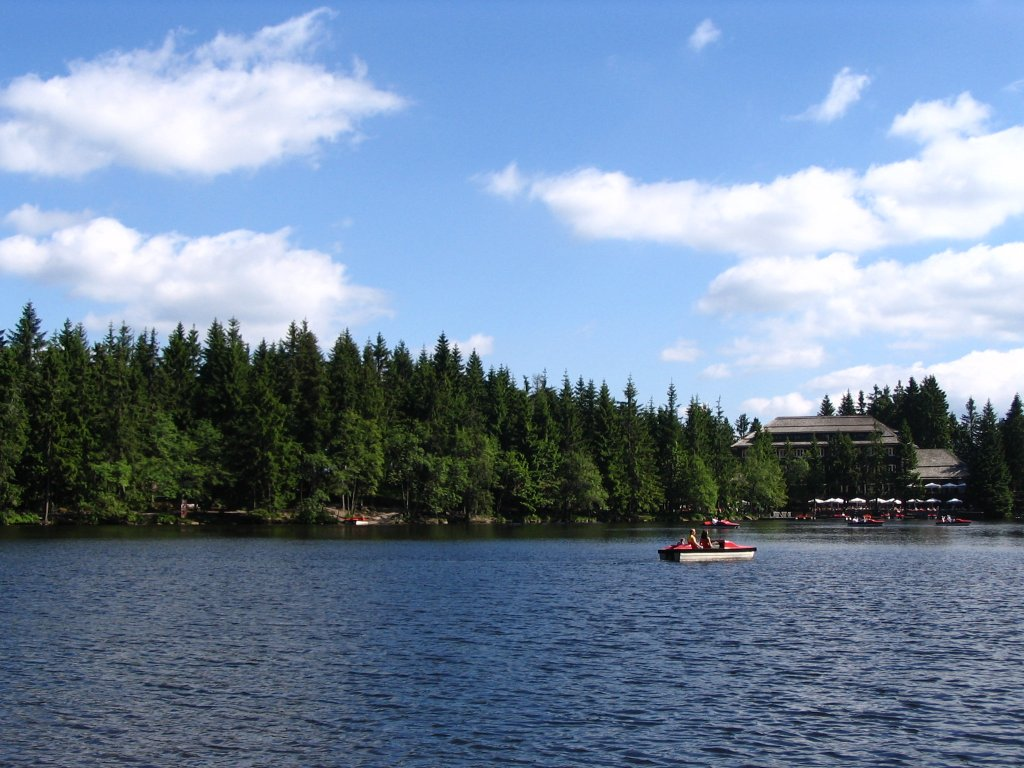
Der Mummelsee

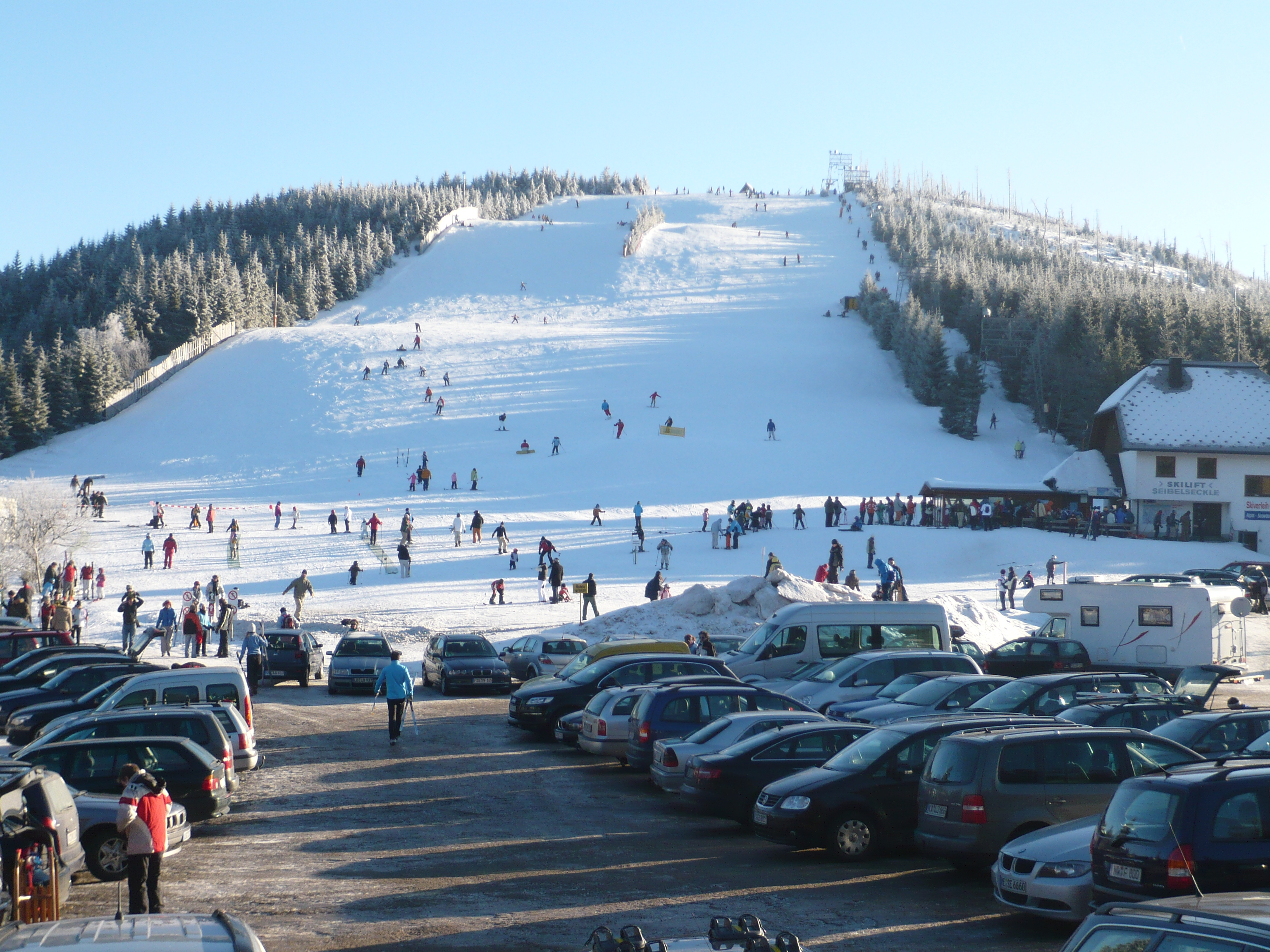
Liftbetrieb am Skihang Seibelseckle zwischen Mummelsee und Ruhestein

Die Schwarzwaldhochstraße ist eine der ältesten und bekanntesten Ferienstraßen in Deutschland. Sie ist ein rund 60 km langer Teil der Bundesstraße 500.

## Verlauf
Die Schwarzwaldhochstraße beginnt in Baden-Baden und steigt zunächst steil zum Hauptkamm des Nordschwarzwalds hinauf, den sie bei der Bühlerhöhe erreicht. Hier liegt das gleichnamige Luxushotel, das seit 2010 geschlossen ist. Auf einem Felsen befindet sich eine kleine Marienkirche, im Volksmund Adenauerkapelle genannt, mit sehenswerten Glasfenstern. Bei klarem Wetter hat man einen umfassenden Blick über die Rheinebene bis zu den Vogesen.
Ab der Bühlerhöhe verläuft die Hochstraße auf 800 bis über 1000 Meter über Normalnull an mehreren Höhenhotels vorbei (Plättig, Sand, Hundseck – 2012 teilweise abgerissen, Unterstmatt, Mummelsee, Ruhestein, Schliffkopf, Zuflucht, Alexanderschanze), von denen nur noch wenige in Betrieb sind. Bei Sand am Mehliskopf wird neben einem von mehreren entlang der Schwarzwaldhochstraße gelegenen Skihängen eine Allwetterbobbahn ganzjährig betrieben. Hier befindet sich auch die Abzweigung zur nahe gelegenen Schwarzenbachtalsperre und zum Langlaufzentrum Herrenwies.
Bei Hundseck und Unterstmatt folgen weitere Skilifte und Gastronomiebetriebe.
Unterhalb des höchsten Berges im Nordschwarzwald, der 1164 Meter hohen Hornisgrinde, erreicht die Straße den fast kreisrunden Mummelsee, einen in der letzten Eiszeit entstandenen Karsee.
Im Naturschutzzentrum am Ruhestein ist die Verwaltung des Nationalparks Schwarzwald angesiedelt, den die Schwarzwaldhochstraße über weite Strecken begleitet bzw. durchquert. Neben Skiliften und Loipen befindet sich am Ruhestein eine Skisprungschanzen-Anlage. Westlich von Ruhestein führt der einzige Kletterweg des Nordschwarzwalds über den Karlsruher Grat. Einige Kilometer weiter südwärts an der Straße liegt der Lotharpfad, welcher die Folgen des Orkans Lothar demonstriert.
Über die Höhenzüge des Schliffkopfs und des Kniebis, vorbei an Zuflucht und der Alexanderschanze, führt die Straße schließlich nach Freudenstadt, wo sie endet.

## Geschichte
Die Bezeichnung Schwarzwaldhochstraße wurde erstmals 1930 verwendet, als die Straße zwischen Hundseck und Unterstmatt fertiggestellt wurde, die ältere Fahrwege aus verschiedenen Tälern ins Höhengebiet miteinander verband. Der Bau diente dazu, die bereits bestehenden Höhenhotels besser für den aufkommenden Autotourismus erreichbar zu machen. Weitere Ausbauten in der Zeit des Nationalsozialismus hatten militärstrategische Bedeutung, insbesondere der damals unvollendete Bau des Abschnitts zwischen Ruhestein und Alexanderschanze durch ein Naturschutzgebiet in den Jahren 1938 bis 1941. Erst im Jahr 1952 war die Strecke von Baden-Baden bis Freudenstadt durchgängig befahrbar.
Nicht nur das Schlosshotel Bühlerhöhe, auch andere Gastronomiebetriebe, etwa am Hundseck oder das Kurhaus Sand, sind seit Jahren geschlossen. Daher wurde Anfang 2017 ein Plan im Auftrag der Stadt- und Landkreise Baden-Baden, Freudenstadt, Ortenaukreis und Rastatt vorgestellt, der die Schwarzwaldhochstraße als Touristenziel wieder attraktiver machen soll. Er sieht mehr Komfort für Tagesgäste, Angebote für E-Mobilität und neue Übernachtungsmöglichkeiten für Familien und Wanderer vor. In den Wintermonaten 2020/21 und 2021/22 war das Verkehrsaufkommen teilweise so hoch, dass Zufahrtsstraßen gesperrt werden mussten. Beispielsweise wurden Rettungswege, Loipen oder Straßen als Parkmöglichkeit genutzt, sodass der Verkehr teilweise zum Erliegen kam bzw. Rettungskräfte den Einsatzort nicht erreichen konnten. Daraufhin wurden erste Konzepte und Maßnahmen ausgearbeitet, wie man die Anreise mit dem öffentlichen Nahverkehr attraktiver machen kann, um das Verkehrsaufkommen zu reduzieren.